# Sulkowo-Bariany
Sulkowo-Bariany – wieś w Polsce położona w województwie mazowieckim, w powiecie sierpeckim, w gminie Mochowo. Ma status sołectwa.
| SIMC    | Nazwa            | Rodzaj    |
| ------- | ---------------- | --------- |
| 0571599 | Sulkowo-Błony    | część wsi |
| 0571607 | Sulkowo-Jesionki | część wsi |

Prywatna wieś szlachecka Sulikowo-Barian położona była w drugiej połowie XVI wieku w powiecie sierpeckim województwa płockiego. W latach 1975–1998 miejscowość administracyjnie należała do województwa płockiego.

## Historia
Pisane dane o wsi pochodzą z 1497 roku, gdy wspomina się miejscowość Sulicowo i jej dziedzica Bariana. Właśnie on był założycielem tej osady i od jego imienia wzięła ona nazwę. Niestety właśnie w 1497 roku wioska została mu skonfiskowana przez króla za niestawienie się Bariana na wyprawę wojenną. Wieś nadano Stefanowi Milchewskiemu. W następnych latach potomkowie Bariana zdołali odzyskać wioskę (być może przez wykupienie). W 1531 roku jako dziedzica notuje się tu Stanisława Bariana, zapewne syna Bariana. Dziedziczył on na 3 włókach folwarcznych, posiadał też młyn o dwóch kołach młyńskich. 
Spis podatkowy z 1578 roku również wspomina o niewielkiej miejscowości o nazwie Barian (Baryzny), notowano również młyn. 
W końcu XVIII wieku nazwę wsi zapisywano jako Baryany. W 1783 roku dziedzicami byli tu: Smoleński i Suleński. 
W pobliżu istniały też dwie inne niewielkie osady: Błony (notowane już w 1456 roku) i Jasionki. Aż do II wojny światowej te trzy miejscowości były tak naprawdę większymi gospodarstwami rolnymi z zabudowaniami właściciela, służby i budynkami gospodarczymi. Ciężko było je jednak nazwać folwarkami. W 1827 roku liczyły one odpowiednio: Bariany: 5 domów i 35 mieszkańców, Błony 8 domów i 40 mieszkańców oraz w Jasionkach 3 domy i 20 mieszkańców.Opis z 1890 roku informuje, iż były to trzy prywatne folwarki. Bariany liczyły ówcześnie 4 domy i 38 mieszkańców oraz 192 morgi ziemi. W Błonach notowano 6 domów, 71 mieszkańców i 226 mórg ziemi, w Jasionkach 3 domy i 38 mieszkańców oraz 170 mórg. 
W okresie międzywojennym wioskę zwano Sułkowo Bariany, w 1921 roku liczyła ona 3 domy i 33 mieszkańców. Błony liczyły 6 domów i 48 mieszkańców, a Jasionki 2 domy i 24 mieszkańców. 
Właścicielem ziemskich w Jasionkach był w okresie międzywojennym Bernard Czarnomski (67 ha), w Barianach Stanisław Pomirski (57 ha); dziedzicem Błon był Smoleński.
(Księga Adresowa wykazywała właścicieli powyżej 50 ha).
Prace badawcze archeologów w 1964 roku wykazały istnienie osady z XI wieku położonej na wysokim lewym brzegu Skrwy.

## Położenie
Miejscowość ta leży na terenie Niziny Mazowieckiej. Jest jedną z 43 miejscowości gminy Mochowo. Jej powierzchnia to 280 hektarów (około 2% powierzchni gminy). Wieś tę zamieszkuje 45 osób, czyli ok. 16 osób na kilometr kwadratowy (0,7% powierzchni gminy). Miejscowość jest usytuowana na platformie prekambryjskiej. Powierzchnia ta została wyrzeźbiona podczas zlodowacenia bałtyckiego. Na terenie wsi występują cztery klasy bonitacyjne. Gleby klasy III zajmują 5 hektarów, klasa IV to 52 hektary. Najwięcej bo aż 148 hektarów to gleby klasy V i VI. 60 hektarów wsi to lasy. Przeważają lasy iglaste (głównie sosnowe). Na terenie lasów występują typowe dla Niziny Mazowieckiej łęgi (lasy nadrzeczne). Średnia wieku lasów to 50 lat. Tereny te uchodzą za atrakcyjne pod względem łowiectwa i zbieractwa (owoców leśnych i grzybów). Przez wieś prowadzi szlak turystyczny nr 1 tzw. czerwony szlak turystyczny im. Bolesława Krzywoustego z Płocka nad jezioro Urszulewskie. Przez usytuowanie szlaku w miejscowości jest ona odwiedzana przez liczne wycieczki rowerowe i motorowe głównie w sezonie letnim. W Sulkowskich lasach występują liczne wzniesienia, które sprzyjają uprawianiu biegów i pieszych wycieczek. Terytorium wsi leży nad rzeką Skrwą która jest naturalną granicą pomiędzy dwoma gminami (Mochowo, Tłuchowo), powiatami (Sierpc i Lipno), województwami (mazowieckie i kujawsko-pomorskie). Rzeka Skrwa jest rzeką czystą. Sklasyfikowaną na II klasę czystości wód. W rzece tej występuje różnego rodzaju i gatunku ryb. Co przyciąga wędkarzy z blisko położonych miast (Płock, Sierpc, Lipno).

## Gospodarka
Uprawia się tu głównie ze względu na słabe ziemie żyto i mieszankę zbożową. Hodowla nastawiona jest na produkcję trzody chlewnej i bydła mlecznego. Wieś jest w 100% zwodociągowana. Woda doprowadzana jest tu z oddalonej o 3 kilometry studni głębinowej znajdującej się w miejscowości Mochowo. Tereny wsi są w pełni zelektryfikowane i stelefonizowane. Około 30% mieszkańców wsi posiada dostęp do internetu. Bezrobotni we wsi to 13%. 43,6% mieszkańców to ludzie w wieku poprodukcyjnym. 56,4% ludzi z tej miejscowości to ludzie wieku produkcyjnym i przedprodukcyjnum.

## Kultura
Wszyscy mieszkańcy wsi to wyznawcy kościoła rzymskokatolickiego. Wieś nie jest bogata w zabytki kultury ponieważ posiada tylko 4 przydrożne kapliczki; jedna z nich ma 104 lata upamiętnia zabitą tam panią Niekraś. Choć wieś nie należy do bogatych w zabytki, to wynagradza to sobie pięknym krajobrazem i malowniczym położeniem.

## Przyroda
We wsi występuje kilka gatunków roślin chronionych w Polsce min. języcznik zwyczajny, barwinek pospolity, zawilec gajowy i żółty, parzydło leśne oraz bluszcz pospolity.